# National Airlines (NA)
Pour les articles homonymes, voir National Airlines.

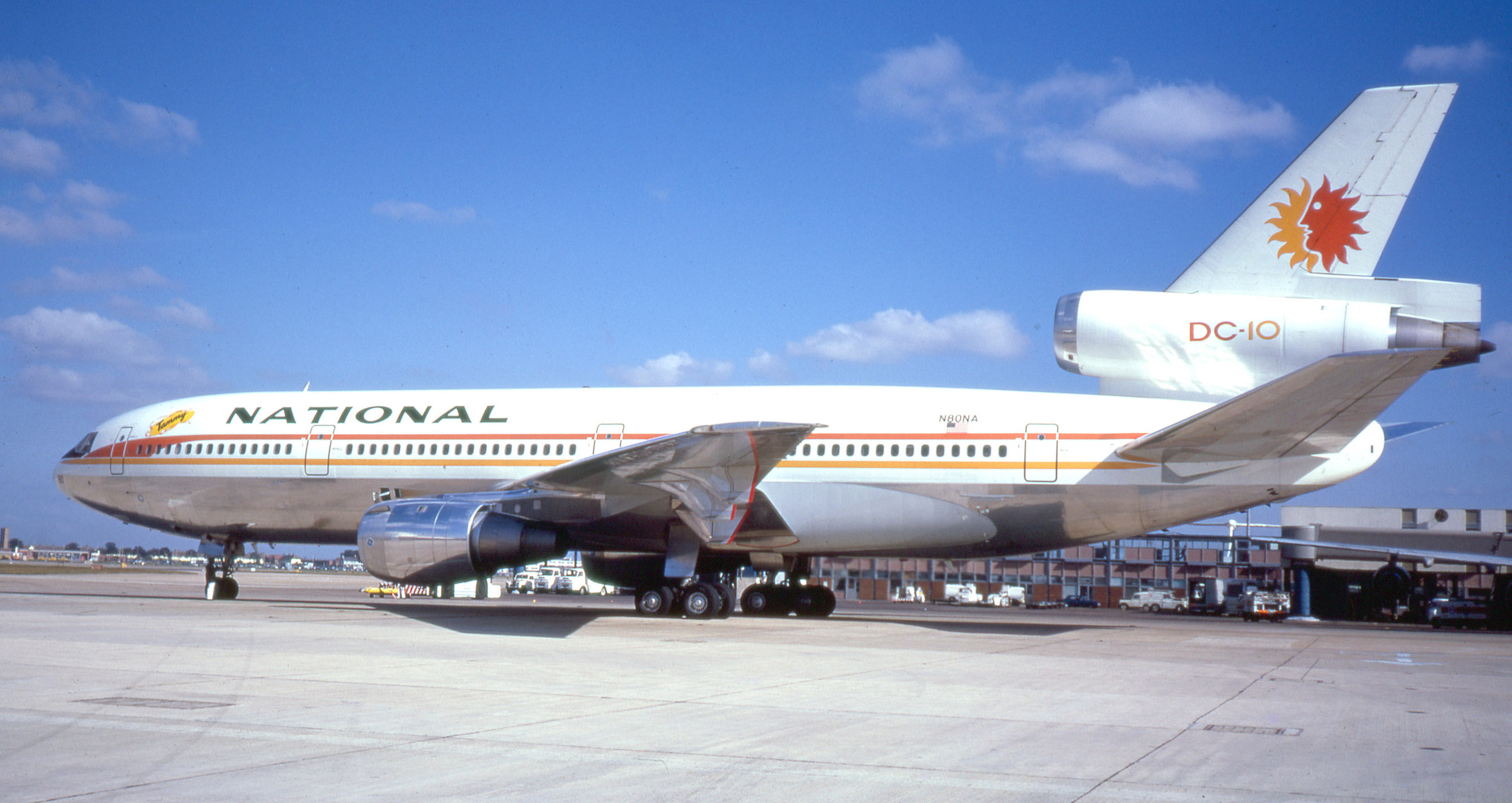
Un McDonnell Douglas DC-10-30 (N80NA) au terminal 3 de l'aéroport de Londres Heathrow en 1974.

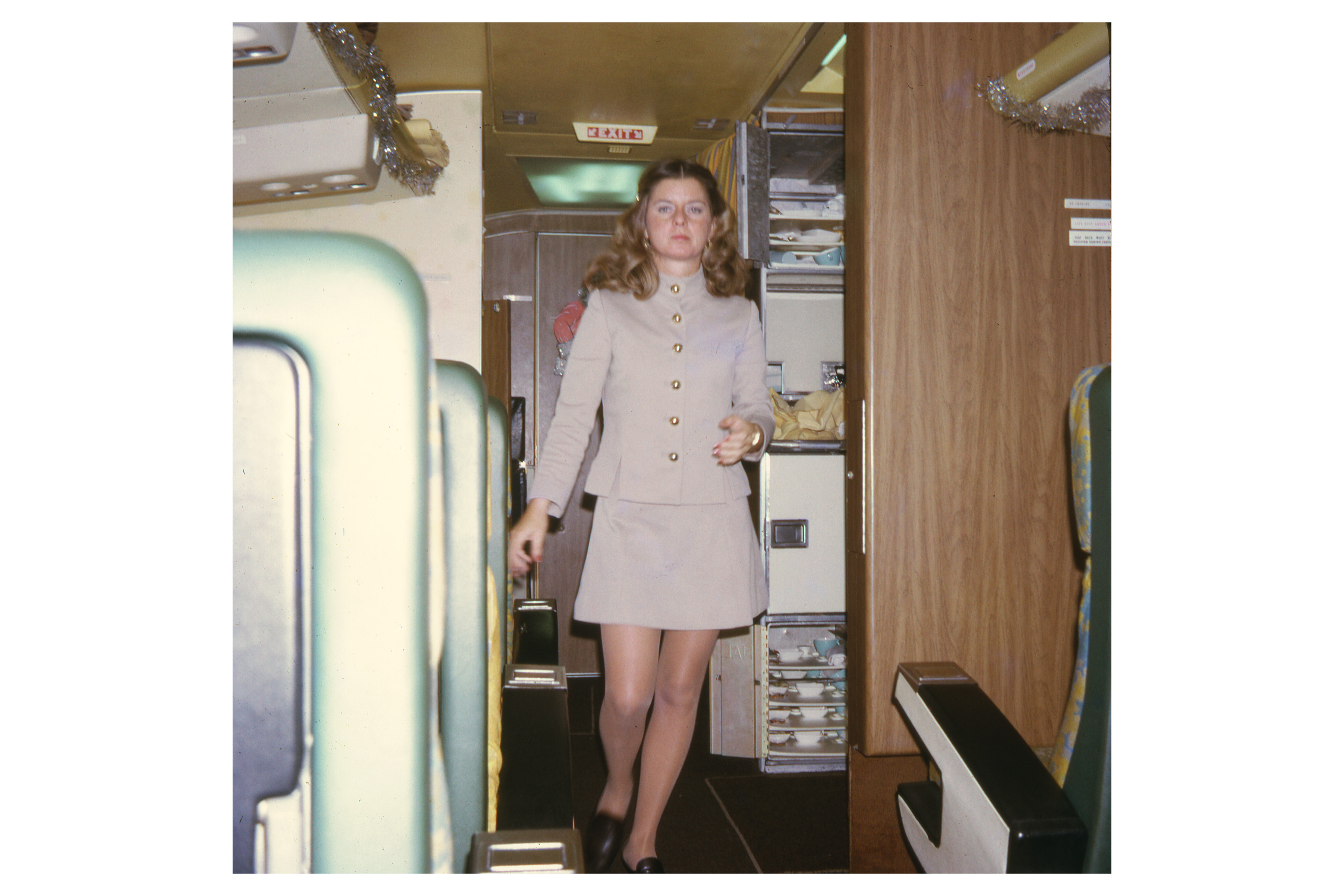
Hôtesse de National Airlines en 1972

National Airlines (IATA: NA, OACI: NAL, Callsign: National) est une compagnie aérienne des États-Unis fondée en 1934 et qui a disparu en 1980.

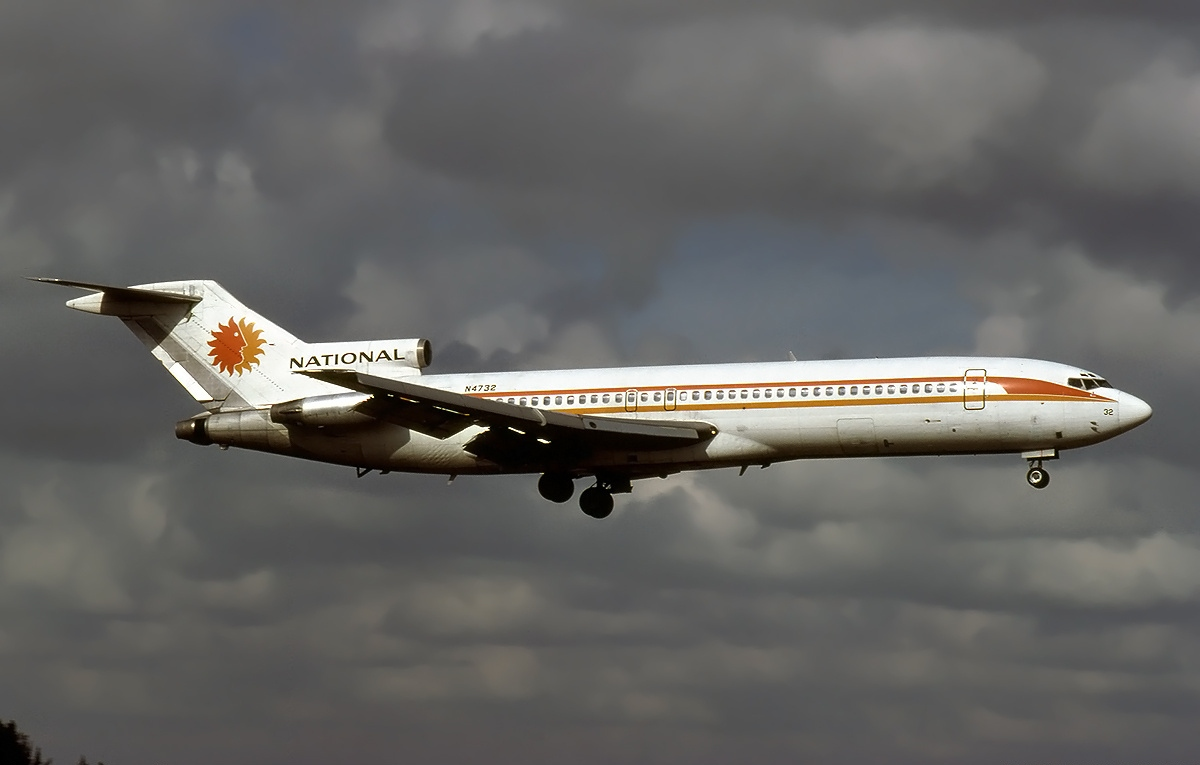
Un Boeing 727-235 (N4732), aéroport de Miami 1980.

## Historique
National Airlines fut fondée en 1934 par George T. Baker. à St. Petersburg. Effectuant ses vols à l'intérieur de la Floride depuis l'aéroport Whitted (en), elle fut autorisée en 1944 à exploiter la route Miami-New York. Tandis que son siège était transféré successivement à Jacksonville puis sur l'aéroport international de Miami, elle ouvrit en 1946 des vols réguliers vers La Havane et puis, durant les années 1950, étendit son réseau vers l'ouest jusqu'à Houston et vers le nord jusqu'à Boston.
Le 10 décembre 1958 National lança le premier vol intérieur exploité sur avion à réaction aux États-Unis, un Boeing 707 étant mis en service entre Miami et New York (Idlewild International Airport).
En 1961 débutèrent les vols reliant la Floride à la Californie, via Houston. Cette année-là, les vols vers La Havane furent suspendus.
Devenue en 1964 la première compagnie des États-Unis à ne plus exploiter que des avions à réaction, National devint également en 1970 la troisième compagnie américaine à assurer des vols réguliers sur l'Atlantique Nord : une liaison quotidienne sans escale entre Miami et Londres. 1970 vit également l'inauguration, à l'aéroport international John F. Kennedy à New York, d'un terminal réservé à National. Baptisé Sundome (« dôme du soleil ») en référence au nouveau logo de la compagnie représentant le "Roi Soleil" dessiné par le cabinet d'architectes Pei Cobb Freed & Partners.
Fin 1978, National, qui exploitait une flotte essentiellement composée de Boeing 727 et McDonnell Douglas DC-10, fit l'objet d'une tentative de rachat par Texas International Airlines (en). La direction de National, comme ses syndicats, s'opposèrent à cette union et la compagnie de Miami fut finalement absorbée par Pan Am en 1980. Le logo de National fut par la suite réutilisé par Southeast Airlines (en), Pan Am ayant à son tour sombré en décembre 1991.
Au cours de son histoire, National fut connu par des slogans publicitaires tels que « The Buccanneer Route » (années 1940), « Airline of the Stars » (années 1950-1960), ainsi que par sa campagne publicitaire « Fly Me » des années 1970, où les avions portaient des noms féminins et les agents de bord étaient présentés dans des campagnes de promotion et des médias de la presse écrite. Certains avions ont porté des noms tels que « Bob Hope » mais aussi « Jerry Lewis », dont le film Le Dingue du palace (1960) avait présenté National et le  Fontainebleau Hôtel de Miami Beach en rôles de premier plan.

## La flotte
Depuis la fin de la Seconde Guerre mondiale National Airlines a exploité les appareils suivants :
- Convair 340
- Convair 440
- Curtiss C-46 Commando
- Douglas DC-4
- Douglas DC-6
- Douglas DC-7
- Lockheed L-18 Lodestar
- Lockheed Super H Constellation
- Lockheed L-188 Electra
- Douglas DC-8
- Boeing 727
- Boeing 747
- McDonnell Douglas DC-10

## Incidents et Accidents

### Accidents Mortels
- Le 5 octobre 1945, le vol 16 de la National Airlines, un Lockheed L-18 Lodestar (immatriculé NC18199) s'est écrasé dans un lac près de Lakeland, en Floride, à 01h05 heure locale. Le vol passager régulier était parti de Tampa, lorsque les pilotes ont rencontré des problèmes techniques pendant l'approche de l'aéroport de Lakeland, ce qui a conduit à une tentative de remise des gaz ratée. Sur les 15 personnes à bord, deux passagers sont décédés.
- Le 14 janvier 1951, 6 des 28 passagers du vol 83 sont décédés lorsque l'avion, un Douglas DC-4 (immatriculé N74685), est sorti de piste et s'est écrasé dans un fossé à l'aéroport international de Philadelphie. Les pilotes du vol en provenance de New York avaient tenté de faire atterrir l'avion trop loin sur la piste, au lieu d'interrompre l'approche Frankie Housley, la seule hôtesse de l'air, est également décédée. Elle a été considérée comme une héroïne, car elle était retournée dans l'épave en flammes pour conduire les passagers en lieu sûr.
- Le 11 février 1952, le vol 101, un Douglas DC-6, s'écrase peu après son décollage de l'aéroport de Newark à la suite d'une défaillance d'une hélice et d'une perte de contrôle. Sur les 59 passagers à bord, 26 sont morts, ainsi que trois des quatre membres d'équipage. Quatre personnes au sol ont été tuées.
- Avec 46 morts (5 membres d'équipage et 41 passagers, dont la veuve de Billy DeBeck), la catastrophe du vol 470 du 14 février 1953 est le pire accident de l'histoire de National Airlines. L'avion, un DC-6 immatriculé N90893, s'est écrasé dans le golfe du Mexique à 32 km de Mobile Point, alors qu'il reliait Tampa à la Nouvelle-Orléans, après avoir rencontré de fortes turbulences.
- Le 16 novembre 1959, à 00h55 heure locale, un Douglas DC-7 (immatriculé N4891C) s'est écrasé dans le Golfe du Mexique, sans que l'on puisse en déterminer la cause. Les 36 passagers et les six membres d'équipage du vol 967 reliant Tampa à La Nouvelle-Orléans meurent dans l'accident, en Louisiane.
- Le 6 janvier 1960, une bombe explose à bord du DC-6 immatriculé N8225H du vol 2511 entre New York et Miami. Les 29 passagers et les cinq membres d'équipage meurent dans l'accident qui s'ensuit près de Bolivia, en Caroline du Nord. L'un des passagers, qui faisait l'objet d'une enquête criminelle, est soupçonné d'avoir commis un attentat-suicide.
- Le 3 novembre 1973, un McDonnell Douglas DC-10 (immatriculé N60NA) subit une panne de moteur non maîtrisée, au Nouveau-Mexique, alors qu'il assurait le vol 27 entre Houston et Las Vegas. Des morceaux de la turbine ont pénétré dans le fuselage, brisant un hublot de la cabine passagers et provoquant une décompression. Un passager a été aspiré hors de l'avion et est décédé. L'avion a effectué un atterrissage d'urgence à Albuquerque.
- Le 8 mai 1978, à 21:20 heure locale, le vol 193 s'est écrasé près de Pensacola, par 3,7 m de fond. Trois des 52 passagers du Boeing 727 immatriculé N4744 sont décédés. Les pilotes avaient tenté d'atterrir à l'aéroport international de Pensacola.